# Gungerita
La gungerita és un mineral de la classe dels sulfurs. Rep el nom per Uri Vladimirovich Gunger (6 d'agost de 1961 -) enginyer de mines rus.

## Característiques
La gungerita és una sulfosal de fórmula química TlAs₅Sb₄S13. Va ser aprovada com a espècie vàlida per l'Associació Mineralògica Internacional l'any 2020, sent publicada l'any 2022. Cristal·litza en el sistema ortoròmbic. La seva duresa a l'escala de Mohs es troba entre 2 i 2,5.
L'exemplar que va servir per a determinar l'espècie, el que es coneix com a material tipus, es troba conservat a les col·leccions del Museu Mineralògic Fersmann, de l'Acadèmia de Ciències de Rússia, a Moscou (Rússia), amb el número de registre: 5518/1.

## Formació i jaciments
Va ser descoberta al dipòsit de Vorontsovskoe, situat a la localitat de Turinsk, dins el raion de Serov (óblast de Sverdlovsk, Rússia). Aquest indret és l'únic a tot el planeta on ha estat descrita aquesta espècie mineral.